# Cyanallagma interruptum
Cyanallagma interruptum är en trollsländeart som först beskrevs av Selys 1876.  Cyanallagma interruptum ingår i släktet Cyanallagma och familjen dammflicksländor. IUCN kategoriserar arten globalt som livskraftig. Inga underarter finns listade i Catalogue of Life.